# ایستگاه راه‌آهن لنینگرادسکی
ایستگاه راه‌آهن لنینگرادسکی (روسی: Москва-Главная-Пассажирская) یک ایستگاه راه‌آهن در مسکو، روسیه است.
این ایستگاه که در سال ۱۸۵۱ تأسیس شده یکی از ۹ ایستگاه راه‌آهن در شهر مسکو است.

## مقصدهای بین‌المللی
- تالین
- هلسینکی

## نگارخانه

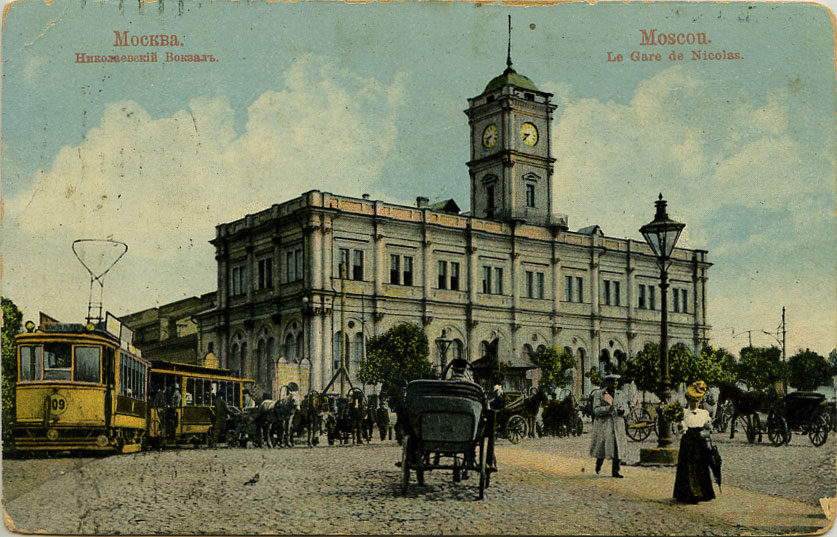
Historical view of the station (1900)
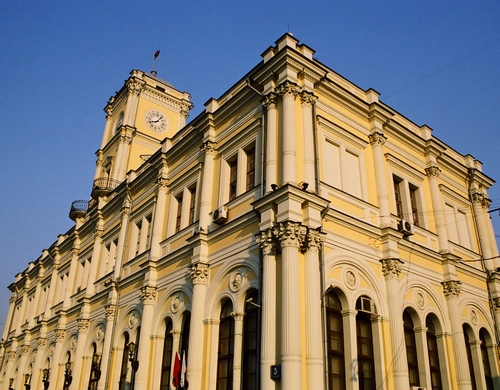
View from Komsomolskaya (Koltsevaya Line) metro station
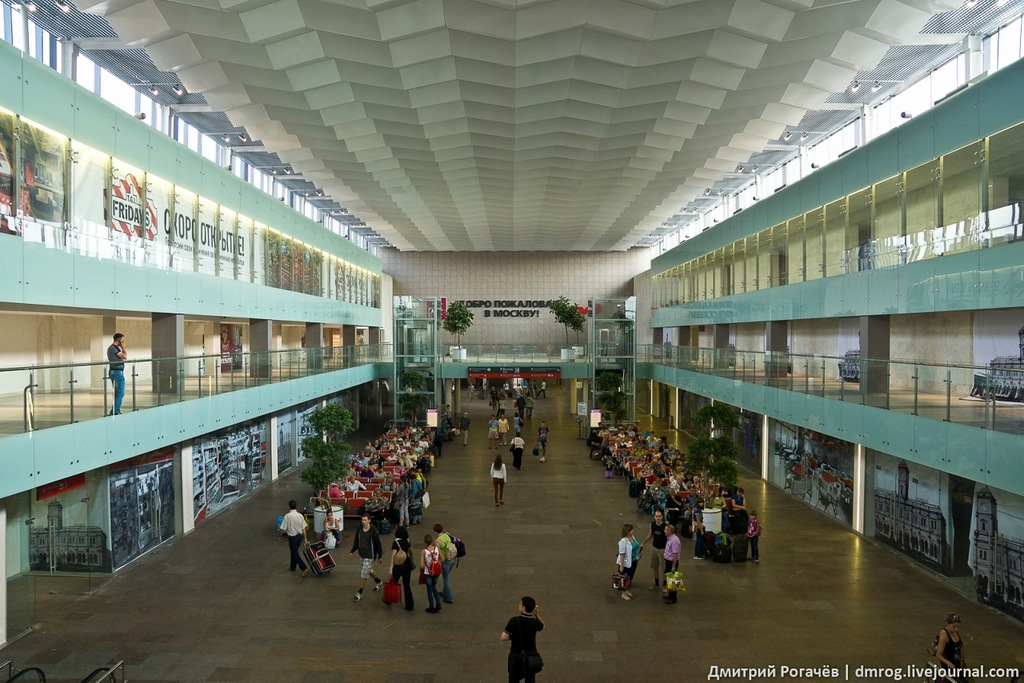
Leningradsky railway station in Moscow after reconstruction